# Seznam španskih jezikoslovcev
Seznam španskih jezikoslovcev.

## A
- Ignatio Francisco Alzina
- Benito Arias Montano

## L
- Fernando Lázaro Carreter

## N
- Antonio de Nebrija

## Q
- Agustín Quintana